# Lista de faturamento dos clubes de futebol brasileiro
300Abaixo, a lista de faturamento dos clubes de futebol brasileiros ano a ano:

## Em 2024
Em 2024, os 20 clubes de maior faturamento do Brasil, na somatória das receitas individuais apresentadas abaixo, tiveram uma receita total de cerca de 10,536 bilhões de reais, mantendo assim uma tendência crescente e atingindo o maior patamar da história.
| Posição | Clube                | Estado            | Faturamento      | Deficit ou Superavit |
| ------- | -------------------- | ----------------- | ---------------- | -------------------- |
| 1       | Flamengo             | Rio de Janeiro    | R$ 1,334 Bilhão  | R$ -0,7 Milhão       |
| 2       | Palmeiras            | São Paulo         | R$ 1,274 Bilhão  | R$ 198,2 Milhões     |
| 3       | Corinthians          | São Paulo         | R$ 1,115 Bilhão  | R$ -181,7 Milhões    |
| 4       | São Paulo            | São Paulo         | R$ 731,9 Milhões | R$ -287,0 Milhões    |
| 5       | Botafogo             | Rio de Janeiro    | R$ 719,7 Milhões | R$ -300 Milhões      |
| 6       | Fluminense           | Rio de Janeiro    | R$ 684,2 Milhões | R$ 0,1 Milhão        |
| 7       | Atlético Mineiro     | Minas Gerais      | R$ 674,1 Milhões | -R$ -299,3 Milhões   |
| 8       | Internacional        | Rio Grande do Sul | R$ 621,0 Milhões | R$ -34,5 Milhões     |
| 9       | Santos               | São Paulo         | R$ 459,4 Milhões | R$ -105,2 Milhões    |
| 10      | Red Bull Bragantino  | São Paulo         | R$ 425,2 Milhões | R$ 31,0 Milhões      |
| 11      | Grêmio               | Rio Grande do Sul | R$ 403,1 Milhões | R$ 43,6 Milhões      |
| 12      | Cruzeiro             | Minas Gerais      | R$ 307,6 Milhões | R$ -169,9 Milhões    |
| 13      | Vasco                | Rio de Janeiro    | R$ 299,9 Milhões | R$ -92,1 Milhões     |
| 14      | Athletico Paranaense | Paraná            | R$ 288,1 Milhões | R$ 23,4 Milhões      |
| 15      | Bahia                | Bahia             | R$ 273,3 Milhões | R$ -246,5 Milhões    |
| 16      | Fortaleza            | Ceará             | R$ 231,5 Milhões | R$ -80,3 Milhões     |
| 17      | Cuiabá               | Mato Grosso       | R$ 218,8 Milhões | R$ 64,7 Milhões      |
| 18      | Vitória              | Bahia             | R$ 177,4 Milhões | R$ -41,3 Milhões     |
| 19      | Ceará                | Ceará             | R$ 161,9 Milhões | R$ -5,7 Milhões      |
| 20      | Sport                | Pernambuco        | R$ 135,9 Milhões | R$ -16,5 Milhões     |

## Em 2023
Em 2023, os 20 clubes de maior faturamento do Brasil, na somatória das receitas individuais apresentadas abaixo, tiveram uma receita total de cerca de 8,252 bilhões de reais, mantendo assim uma tendência crescente e atingindo o maior patamar da história. As demonstrações contábeis do Atlético Goianiense e Juventude, até a última atualização desta lista em 16/06/2024, estavam incompletas ou eram inexistentes. 
| Posição | Clube                | Estado            | Faturamento      | Deficit ou Superavit |
| ------- | -------------------- | ----------------- | ---------------- | -------------------- |
| 1       | Flamengo             | Rio de Janeiro    | R$ 1,374 Bilhão  | R$ 320,0 Milhões     |
| 2       | Corinthians          | São Paulo         | R$ 1,010 Bilhão  | R$ 1,2 Milhão        |
| 3       | Palmeiras            | São Paulo         | R$ 908,9 Milhões | R$ 8,5 Milhões       |
| 4       | Athletico Paranaense | Paraná            | R$ 898,9 Milhões | R$ 383,2 Milhões     |
| 5       | Fluminense           | Rio de Janeiro    | R$ 695,0 Milhões | R$ 78,0 Milhões      |
| 6       | São Paulo            | São Paulo         | R$ 680,7 Milhões | R$ -62,2 Milhões     |
| 7       | Internacional        | Rio Grande do Sul | R$ 654,5 Milhões | R$ 170,3 Milhões     |
| 8       | Botafogo             | Rio de Janeiro    | R$ 570,0 Milhões | R$ -101,09 Milhões   |
| 9       | Red Bull Bragantino  | São Paulo         | R$ 488,2 Milhões | R$ 27,0 Milhões      |
| 10      | Grêmio               | Rio Grande do Sul | R$ 454,0 Milhões | R$ -45,0 Milhões     |
| 11      | Santos               | São Paulo         | R$ 424,4 Milhões | R$ 1,0 Milhão        |
| 12      | Fortaleza            | Ceará             | R$ 371,6 Milhões | R$ 66,2 Milhões      |
| 13      | Vasco                | Rio de Janeiro    | R$ 364,0 Milhões | R$ -123,0 Milhões    |
| 14      | Atlético Mineiro     | Minas Gerais      | R$ 350,4 Milhões | R$ 141,7 Milhões     |
| 15      | Cruzeiro             | Minas Gerais      | R$ 243,8 Milhões | R$ 260,1 Milhões     |
| 16      | Sport                | Pernambuco        | R$ 208,7 Milhões | R$ 71,9 Milhões      |
| 17      | América Mineiro      | Minas Gerais      | R$ 187,8 Milhões | R$ -22,1 Milhões     |
| 18      | Goiás                | Goiás             | R$ 186,4 Milhões | R$ 82,0 Milhões      |
| 19      | Cuiabá               | Mato Grosso       | R$ 168,5 Milhões | R$ 37,0 Milhões      |
| 20      | Bahia                | Bahia             | R$ 158,3 Milhões | R$ -66,0 Milhões     |

## Em 2022
Em 2022, os 20 clubes de maior faturamento do Brasil, na somatória das receitas individuais apresentadas abaixo, tiveram uma receita total de 7,522 bilhões de reais, mantendo assim uma tendência crescente e atingindo o maior patamar da história.
As demonstrações contábeis do Vasco e do Atlético Goianiense, até a última atualização desta lista em 22/05/2023, estavam incompletas ou eram inexistentes.
| Posição | Clube                | Estado            | Faturamento      | Deficit ou Superavit |
| ------- | -------------------- | ----------------- | ---------------- | -------------------- |
| 1       | Flamengo             | Rio de Janeiro    | R$ 1,177 Bilhão  | R$ 135,7 Milhões     |
| 2       | Palmeiras            | São Paulo         | R$ 856,0 Milhões | R$ 18,2 Milhões      |
| 3       | Corinthians          | São Paulo         | R$ 779,1 Milhões | R$ 15,0 Milhões      |
| 4       | São Paulo            | São Paulo         | R$ 650,8 Milhões | R$ 37,5 Milhões      |
| 5       | Internacional        | Rio Grande do Sul | R$ 466,6 Milhões | R$ 1,0 Milhão        |
| 6       | Atlético Mineiro     | Minas Gerais      | R$ 397,7 Milhões | R$ 47,8 Milhões      |
| 7       | Grêmio               | Rio Grande do Sul | R$ 389,4 Milhões | R$ -96,3 Milhões     |
| 8       | Red Bull Bragantino  | São Paulo         | R$ 350,2 Milhões | R$ 21,9 Milhões      |
| 9       | Athletico Paranaense | Paraná            | R$ 349,1 Milhões | R$ 47,6 Milhões      |
| 10      | Santos               | São Paulo         | R$ 341,8 Milhões | R$ 16,9 Milhões      |
| 11      | Fluminense           | Rio de Janeiro    | R$ 328,9 Milhões | R$ 7,0 Milhões       |
| 12      | Botafogo             | Rio de Janeiro    | R$ 271,7 Milhões | R$ 123,4 Milhões     |
| 13      | Fortaleza            | Ceará             | R$ 243,1 Milhões | R$ 32,3 Milhões      |
| 14      | Ceará                | Ceará             | R$ 165,7 Milhões | R$ -6,2 Milhões      |
| 15      | Coritiba             | Paraná            | R$ 156,2 Milhões | R$ 60,7 Milhões      |
| 16      | Cruzeiro             | Minas Gerais      | R$ 146,1 Milhões | R$ 24,6 Milhões      |
| 17      | Cuiabá               | Mato Grosso       | R$ 124,6 Milhões | R$ 25,8 Milhões      |
| 18      | América Mineiro      | Minas Gerais      | R$ 121,4 Milhões | R$ -21,2 Milhões     |
| 19      | Goiás                | Goiás             | R$ 106,6 Milhões | R$ 13,1 Milhões      |
| 20      | Bahia                | Bahia             | R$ 100,2 Milhões | R$ -77,7 Milhões     |

## Em 2021
Em 2021, os 20 clubes de maior faturamento do Brasil, na somatória das receitas individuais apresentadas abaixo, tiveram uma receita total de 6,972 bilhões de reais, demonstrando assim uma forte recuperação referente ao ano de 2020 e atingindo o maior patamar da história.
| Posição | Clube                | Estado            | Faturamento      | Deficit ou Superavit |
| ------- | -------------------- | ----------------- | ---------------- | -------------------- |
| 1       | Flamengo             | Rio de Janeiro    | R$ 1,082 Bilhão  | R$ 177,6 Milhões     |
| 2       | Palmeiras            | São Paulo         | R$ 972,6 Milhões | R$ 123,4 Milhões     |
| 3       | Grêmio               | Rio Grande do Sul | R$ 533,0 Milhões | R$ 14,2 Milhões      |
| 4       | Corinthians          | São Paulo         | R$ 502,6 Milhões | R$ 5,7 Milhões       |
| 5       | Atlético Mineiro     | Minas Gerais      | R$ 475,0 milhões | R$ 101,0 milhões     |
| 6       | São Paulo            | São Paulo         | R$ 458,5 Milhões | R$ -106,5 Milhões    |
| 7       | Santos               | São Paulo         | R$ 406,8 Milhões | R$ 43,9 Milhões      |
| 8       | Internacional        | Rio Grande do Sul | R$ 382,2 Milhões | R$ 0,8 Milhão        |
| 9       | Fluminense           | Rio de Janeiro    | R$ 333,6 Milhões | R$ -2,1 Milhões      |
| 10      | Red Bull Bragantino  | São Paulo         | R$ 291,3 Milhões | R$ 22,0 Milhões      |
| 11      | Athletico Paranaense | Paraná            | R$ 261,8 Milhões | R$ 66,3 Milhões      |
| 12      | Bahia                | Bahia             | R$ 208,6 Milhões | R$ 27,7 Milhões      |
| 13      | Vasco                | Rio de Janeiro    | R$ 186,2 Milhões | R$ 122,2 Milhões     |
| 14      | Fortaleza            | Ceará             | R$ 175,1 Milhões | R$ 15,3 Milhões      |
| 15      | Ceará                | Ceará             | R$ 150,4 Milhões | R$ 0,3 Milhões       |
| 16      | Cruzeiro             | Minas Gerais      | R$ 138,8 Milhões | R$ -113,0 Milhões    |
| 17      | Botafogo             | Rio de Janeiro    | R$ 118,4 Milhões | R$ 78,4 Milhões      |
| 18      | Atlético Goianiense  | Goiás             | R$ 113,2 Milhões | R$ 30,7 Milhões      |
| 19      | América Mineiro      | Minas Gerais      | R$ 98,8 Milhões  | R$ -4,8 Milhões      |
| 20      | Sport                | Pernambuco        | R$ 83,6 Milhões  | R$ -70,2 Milhões     |

## Em 2020
Em 2020 os 20 clubes de maior faturamento do Brasil tiveram uma receita total de 5,455 bilhões de reais. Devido a Pandemia de COVID-19 os clubes esportivos brasileiros foram muito afetados com diminuição de receitas e aumento de prejuízos. Os déficits aumentaram muito e foram de 1,245 bilhão de reais, já os superávits diminuíram e foram de apenas 205 milhões de reais.
| Posição | Clube                | Estado            | Faturamento      | Deficit ou Superavit |
| ------- | -------------------- | ----------------- | ---------------- | -------------------- |
| 1       | Flamengo             | Rio de Janeiro    | R$ 668,6 milhões | R$ -106,9 milhões    |
| 2       | Atlético Mineiro     | Minas Gerais      | R$ 615,8 milhões | R$ 19,2 milhões      |
| 3       | Palmeiras            | São Paulo         | R$ 611,8 milhões | R$ -151,0 milhões    |
| 4       | Grêmio               | Rio Grande do Sul | R$ 489,0 milhões | R$ 37,5 milhões      |
| 5       | Corinthians          | São Paulo         | R$ 474,3 milhões | R$ -123,3 milhões    |
| 6       | São Paulo            | São Paulo         | R$ 358,4 milhões | R$ -129,6 milhões    |
| 7       | Athletico Paranaense | Paraná            | R$ 324,8 milhões | R$ 134,4 milhões     |
| 8       | Internacional        | Rio Grande do Sul | R$ 281,2 milhões | R$ -91,8 milhões     |
| 9       | Santos               | São Paulo         | R$ 239,8 milhões | R$ -119,8 milhões    |
| 10      | Fluminense           | Rio de Janeiro    | R$ 194,3 Milhões | R$ -2,9 Milhões      |
| 11      | Vasco                | Rio de Janeiro    | R$ 191,7 milhões | R$ -64,4 milhões     |
| 12      | Red Bull Bragantino  | São Paulo         | R$ 159,6 Milhões | R$ 13,4 Milhões      |
| 13      | Botafogo             | Rio de Janeiro    | R$ 156,5 Milhões | R$ -139,0 Milhões    |
| 14      | Bahia                | Bahia             | R$ 130,6 milhões | R$ -50,6 milhões     |
| 15      | Cruzeiro             | Minas Gerais      | R$ 123,0 milhões | R$ -227,0 milhões    |
| 16      | Ceará                | Ceará             | R$ 103,2 Milhões | R$ 0,4 Milhão        |
| 17      | Coritiba             | Paraná            | R$ 101,8 Milhões | R$ -22,2 Milhões     |
| 18      | Goiás                | Goiás             | R$ 90,3 Milhões  | R$ -3,1 Milhões      |
| 19      | Fortaleza            | Ceará             | R$ 86,1 Milhões  | R$ -9,7 Milhões      |
| 20      | Sport                | Pernambuco        | R$ 54,5 Milhões  | R$ -3,7 Milhões      |

## Em 2019
Em 2019 os 20 clubes de maior faturamento do Brasil tiveram uma receita total de 6,071 bilhões de reais. Os superávits diminuíram e foram de 189,3 milhões de reais, já os prejuízos cresceram e atingiram 872,2 milhões de reais.
| Posição | Clube                | Estado            | Faturamento      | Deficit ou Superavit |
| ------- | -------------------- | ----------------- | ---------------- | -------------------- |
| 1       | Flamengo             | Rio de Janeiro    | R$ 950,4 Milhões | R$ 62,9 Milhões      |
| 2       | Palmeiras            | São Paulo         | R$ 665,5 Milhões | R$ 1,7 Milhão        |
| 3       | Grêmio               | Rio Grande do Sul | R$ 497,0 Milhões | R$ 22,2 Milhões      |
| 4       | Internacional        | Rio Grande do Sul | R$ 441,3 Milhões | R$ -3,0 Milhões      |
| 5       | Corinthians          | São Paulo         | R$ 425,7 Milhões | R$ -177,0 Milhões    |
| 6       | Santos               | São Paulo         | R$ 399,8 Milhões | R$ 23,5 Milhões      |
| 7       | São Paulo            | São Paulo         | R$ 398,0 Milhões | R$ -159,1 Milhões    |
| 8       | Athletico Paranaense | Paraná            | R$ 378,7 Milhões | R$ 63,4 Milhões      |
| 9       | Atlético Mineiro     | Minas Gerais      | R$ 342,7 Milhões | R$ -5,8 Milhões      |
| 10      | Cruzeiro             | Minas Gerais      | R$ 280,8 Milhões | R$ -394,1 Milhões    |
| 11      | Fluminense           | Rio de Janeiro    | R$ 265,2 Milhões | R$ -9,3 Milhões      |
| 12      | Vasco                | Rio de Janeiro    | R$ 215,3 Milhões | R$ -5,0 Milhões      |
| 13      | Botafogo             | Rio de Janeiro    | R$ 191,3 Milhões | R$ -20,8 Milhões     |
| 14      | Bahia                | Bahia             | R$ 189,5 Milhões | R$ 3,9 Milhões       |
| 15      | Fortaleza            | Ceará             | R$ 120,4 Milhões | R$ 3,4 Milhões       |
| 16      | Ceará                | Ceará             | R$ 98,0 Milhões  | R$ 5,7 Milhões       |
| 17      | Goiás                | Goiás             | R$ 99,3 Milhões  | R$ 2,8 Milhões       |
| 18      | Chapecoense          | Santa Catarina    | R$ 79,9 Milhões  | R$ -50,7 Milhões     |
| 19      | Vitória              | Bahia             | R$ 53,0 Milhões  | R$ -29,3 Milhões     |
| 20      | Coritiba             | Paraná            | R$ 37,9 Milhões  | R$ -12,6 Milhões     |

## Em 2018
Em 2018 os 20 clubes de maior faturamento do Brasil tiveram uma receita total de 5,281 bilhões de reais. Os superávits diminuíram e foram de 238 milhões de reais, porém os prejuízos também tiveram queda foram de 229 milhões de reais.
| Posição | Clube                | Estado            | Faturamento      | Deficit ou Superavit |
| ------- | -------------------- | ----------------- | ---------------- | -------------------- |
| 1       | Palmeiras            | São Paulo         | R$ 688,6 Milhões | R$ 30,7 Milhões      |
| 2       | Flamengo             | Rio de Janeiro    | R$ 543,0 Milhões | R$ 45,8 Milhões      |
| 3       | Corinthians          | São Paulo         | R$ 466,9 Milhões | R$ -18,7 Milhões     |
| 4       | São Paulo            | São Paulo         | R$ 424,5 Milhões | R$ 7,2 Milhões       |
| 5       | Grêmio               | Rio Grande do Sul | R$ 402,0 Milhões | R$ 54,0 Milhões      |
| 6       | Cruzeiro             | Minas Gerais      | R$ 386,8 Milhões | R$ -27,2 Milhões     |
| 7       | Fluminense           | Rio de Janeiro    | R$ 297,3 Milhões | R$ -1,4 Milhão       |
| 8       | Internacional        | Rio Grande do Sul | R$ 293,2 Milhões | R$ -9,5 Milhões      |
| 9       | Vasco                | Rio de Janeiro    | R$ 260,9 Milhões | R$ 64,9 Milhões      |
| 10      | Atlético Mineiro     | Minas Gerais      | R$ 257,9 Milhões | R$ -21,8 Milhões     |
| 11      | Santos               | São Paulo         | R$ 217,7 Milhões | R$ -77,3 Milhões     |
| 12      | Athletico Paranaense | Paraná            | R$ 207,4 Milhões | R$ 16,4 Milhões      |
| 13      | Botafogo             | Rio de Janeiro    | R$ 182,9 Milhões | R$ -17,2 Milhões     |
| 14      | Bahia                | Bahia             | R$ 136,1 Milhões | R$ 4,4 Milhões       |
| 15      | Sport                | Pernambuco        | R$ 104,1 Milhões | R$ -14,3 Milhões     |
| 16      | Coritiba             | Paraná            | R$ 102,8 Milhões | R$ 2,6 Milhões       |
| 17      | Vitória              | Bahia             | R$ 88,3 Milhões  | R$ -3,9 Milhões      |
| 18      | Chapecoense          | Santa Catarina    | R$ 80,1 Milhões  | R$ -38,6 Milhões     |
| 19      | Goiás                | Goiás             | R$ 76,4 Milhões  | R$ 9,3 Milhões       |
| 20      | Ceará                | Ceará             | R$ 64,7 Milhões  | R$ 3,0 Milhões       |

## Em 2017
Em 2017 os 20 clubes de maior faturamento do Brasil tiveram uma receita total de 5,061 bilhões de reais. Os prejuízos cresceram e chegaram a 326 milhões de reais, enquanto os superávits foram um pouco maiores e alcançaram 354 milhões de reais.
| Posição | Clube               | Estado            | Faturamento      | Deficit ou Superavit |
| ------- | ------------------- | ----------------- | ---------------- | -------------------- |
| 1       | Flamengo            | Rio de Janeiro    | R$ 648,7 Milhões | R$ 159,1 Milhões     |
| 2       | Palmeiras           | São Paulo         | R$ 531,1 Milhões | R$ 57,0 Milhões      |
| 3       | São Paulo           | São Paulo         | R$ 472,0 Milhões | R$ 15,1 Milhões      |
| 4       | Corinthians         | São Paulo         | R$ 391,2 Milhões | R$ -35,1 Milhões     |
| 5       | Cruzeiro            | Minas Gerais      | R$ 344,3 Milhões | R$ 30,5 Milhões      |
| 6       | Grêmio              | Rio Grande do Sul | R$ 341,2 Milhões | R$ 2,7 Milhões       |
| 7       | Atlético Mineiro    | Minas Gerais      | R$ 311,3 Milhões | R$ -25,1 Milhões     |
| 8       | Santos              | São Paulo         | R$ 287,0 Milhões | R$ 3,4 Milhões       |
| 9       | Botafogo            | Rio de Janeiro    | R$ 264,3 Milhões | R$ 53,3 Milhões      |
| 10      | Internacional       | Rio Grande do Sul | R$ 245,9 Milhões | R$ -62,5 Milhões     |
| 11      | Fluminense          | Rio de Janeiro    | R$ 229,0 Milhões | R$ -67,8 Milhões     |
| 12      | Vasco               | Rio de Janeiro    | R$ 194,9 Milhões | R$ -18,8 Milhões     |
| 13      | Atlético Paranaense | Paraná            | R$ 170,0 Milhões | R$ 26,4 Milhões      |
| 14      | Coritiba            | Paraná            | R$ 118,9 Milhões | R$ -8,7 Milhões      |
| 15      | Sport               | Pernambuco        | R$ 105,4 Milhões | R$ -18,3 Milhões     |
| 16      | Bahia               | Bahia             | R$ 104,8 Milhões | R$ -8,6 Milhões      |
| 17      | Chapecoense         | Santa Catarina    | R$ 99,8 Milhões  | R$ 5,2 Milhões       |
| 18      | Vitória             | Bahia             | R$ 88,1 Milhões  | R$ -59,8 Milhões     |
| 19      | Ponte Preta         | São Paulo         | R$ 68,7 Milhões  | R$ -5,6 Milhões      |
| 20      | Goiás               | Goiás             | R$ 64,7 Milhões  | R$ 1,6 Milhão        |

## Em 2016
Em 2016 os 20 clubes de maior faturamento do Brasil tiveram uma receita total de 4,901 bilhões de reais. Os prejuízos chegaram a 61 milhões de reais, enquanto os superávits foram muito maiores e alcançaram 496 milhões de reais.
| Posição | Clube               | Estado            | Faturamento      | Deficit ou Superavit |
| ------- | ------------------- | ----------------- | ---------------- | -------------------- |
| 1       | Flamengo            | Rio de Janeiro    | R$ 510,0 Milhões | R$ 153,4 Milhões     |
| 2       | Palmeiras           | São Paulo         | R$ 497,7 Milhões | R$ 89,5 Milhões      |
| 3       | Corinthians         | São Paulo         | R$ 485,4 Milhões | R$ 31,0 Milhões      |
| 4       | São Paulo           | São Paulo         | R$ 393,3 Milhões | R$ 0,8 Milhão        |
| 5       | Atlético Mineiro    | Minas Gerais      | R$ 316,3 Milhões | R$ 2,1 Milhões       |
| 6       | Grêmio              | Rio Grande do Sul | R$ 312,6 Milhões | R$ 35,3 Milhões      |
| 7       | Santos              | São Paulo         | R$ 295,8 Milhões | R$ 54,7 Milhões      |
| 8       | Fluminense          | Rio de Janeiro    | R$ 293,1 Milhões | R$ 8,3 Milhões       |
| 9       | Internacional       | Rio Grande do Sul | R$ 292,6 Milhões | R$ -11,1 Milhões     |
| 10      | Cruzeiro            | Minas Gerais      | R$ 238,3 Milhões | R$ -29,3 Milhões     |
| 11      | Vasco               | Rio de Janeiro    | R$ 213,3 Milhões | R$ 11,9 Milhões      |
| 12      | Atlético Paranaense | Paraná            | R$ 180,9 Milhões | R$ 36,5 Milhões      |
| 13      | Botafogo            | Rio de Janeiro    | R$ 156,2 Milhões | R$ -9,2 Milhões      |
| 14      | Sport               | Pernambuco        | R$ 129,5 Milhões | R$ -0,5 Milhão       |
| 15      | Bahia               | Bahia             | R$ 128,4 Milhões | R$ 21,8 Milhões      |
| 16      | Vitória             | Bahia             | R$ 111,9 Milhões | R$ 25,9 Milhões      |
| 17      | Coritiba            | Paraná            | R$ 109,5 Milhões | R$ -11,0 Milhões     |
| 18      | Goiás               | Goiás             | R$ 90,4 Milhões  | R$ 15,7 Milhões      |
| 19      | Chapecoense         | Santa Catarina    | R$ 74,8 Milhões  | R$ 6,7 Milhões       |
| 20      | Figueirense         | Santa Catarina    | R$ 70,8 Milhões  | R$ 2,6 Milhões       |

## Em 2015
Em 2015 os 20 clubes de maior faturamento do Brasil tiveram uma receita total de 3,758 bilhões de reais. Os prejuízos chegaram a 373 milhões de reais, enquanto os superávits foram bem maiores e alcançaram 536 milhões de reais.
| Posição | Clube               | Estado            | Faturamento      | Deficit ou Superavit |
| ------- | ------------------- | ----------------- | ---------------- | -------------------- |
| 1       | Cruzeiro            | Minas Gerais      | R$ 363,8 Milhões | R$ -25,7 Milhões     |
| 2       | Flamengo            | Rio de Janeiro    | R$ 356,2 Milhões | R$ 130,4 Milhões     |
| 3       | Palmeiras           | São Paulo         | R$ 350,5 Milhões | R$ 10,9 Milhões      |
| 4       | São Paulo           | São Paulo         | R$ 330,8 Milhões | R$ -72,5 Milhões     |
| 5       | Corinthians         | São Paulo         | R$ 298,4 Milhões | R$ -97,0 Milhões     |
| 6       | Internacional       | Rio Grande do Sul | R$ 297,0 Milhões | R$ 27,5 Milhões      |
| 7       | Atlético Mineiro    | Minas Gerais      | R$ 244,6 milhões | R$ -11,9 milhões     |
| 8       | Grêmio              | Rio Grande do Sul | R$ 192,6 Milhões | R$ -37,5 Milhões     |
| 9       | Vasco               | Rio de Janeiro    | R$ 189,7 Milhões | R$ 119,8 Milhões     |
| 10      | Fluminense          | Rio de Janeiro    | R$ 180,3 Milhões | R$ 31,8 Milhões      |
| 11      | Atlético Paranaense | Paraná            | R$ 179,8 Milhões | R$ 45,8 Milhões      |
| 12      | Santos              | São Paulo         | R$ 169,9 Milhões | R$ -78,1 Milhões     |
| 13      | Botafogo            | Rio de Janeiro    | R$ 113,8 Milhões | R$ 108,8 Milhões     |
| 14      | Bahia               | Bahia             | R$ 89,3 Milhões  | R$ 34,1 Milhões      |
| 15      | Sport               | Pernambuco        | R$ 87,6 Milhões  | R$ -26,5 Milhões     |
| 16      | Coritiba            | Paraná            | R$ 85,6 Milhões  | R$ -16,4 Milhões     |
| 17      | Goiás               | Goiás             | R$ 75,4 Milhões  | R$ 25,5 Milhões      |
| 18      | Ponte Preta         | São Paulo         | R$ 53,7 Milhões  | R$ 0,4 Milhão        |
| 19      | Vitória             | Bahia             | R$ 52,2 Milhões  | R$ -7,6 Milhões      |
| 20      | Figueirense         | Santa Catarina    | R$ 47,5 Milhões  | R$ 1,0 Milhões       |

## Em 2014
Em 2014 os 20 clubes de maior faturamento do Brasil tiveram uma receita total de 3,125 bilhões de reais. Apesar da grande quantia os prejuízos também foram grandes e chegaram a 720 milhões de reais, enquanto os superávits foram de um pouco mais de 123 milhões de reais.
| Posição | Clube               | Estado            | Faturamento      | Deficit ou Superavit |
| ------- | ------------------- | ----------------- | ---------------- | -------------------- |
| 1       | Flamengo            | Rio de Janeiro    | R$ 347,0 Milhões | R$ 64,3 Milhões      |
| 2       | Corinthians         | São Paulo         | R$ 258,2 Milhões | R$ -97,0 Milhões     |
| 3       | São Paulo           | São Paulo         | R$ 255,3 Milhões | R$ -100,1 Milhões    |
| 4       | Palmeiras           | São Paulo         | R$ 247,6 Milhões | R$ -27,7 Milhões     |
| 5       | Cruzeiro            | Minas Gerais      | R$ 223,2 Milhões | R$ -38,7 Milhões     |
| 6       | Internacional       | Rio Grande do Sul | R$ 221,5 Milhões | R$ -49,1 Milhões     |
| 7       | Grêmio              | Rio Grande do Sul | R$ 216,4 Milhões | R$ -31,6 Milhões     |
| 8       | Atlético Mineiro    | Minas Gerais      | R$ 178,9 Milhões | R$ -48,4 Milhões     |
| 9       | Santos              | São Paulo         | R$ 171,2 Milhões | R$ -59,0 Milhões     |
| 10      | Botafogo            | Rio de Janeiro    | R$ 163,4 Milhões | R$ -174,8 Milhões    |
| 11      | Atlético Paranaense | Paraná            | R$ 154,7 Milhões | R$ 43,2 Milhões      |
| 12      | Vasco               | Rio de Janeiro    | R$ 129,2 Milhões | R$ -13,6 Milhões     |
| 13      | Fluminense          | Rio de Janeiro    | R$ 122,3 Milhões | R$ -7,1 Milhões      |
| 14      | Coritiba            | Paraná            | R$ 87,3 Milhões  | R$ -42,9 Milhões     |
| 15      | Bahia               | Bahia             | R$ 75,8 Milhões  | R$ -13,7 Milhões     |
| 16      | Goiás               | Goiás             | R$ 66,7 Milhões  | R$ 15,1 Milhões      |
| 17      | Vitória             | Bahia             | R$ 61,8 Milhões  | R$ 0,3 Milhão        |
| 18      | Sport               | Pernambuco        | R$ 60,8 Milhões  | R$ -8,6 Milhões      |
| 19      | Criciúma            | Santa Catarina    | R$ 43,2 milhões  | R$ 0,9 milhão        |
| 20      | Figueirense         | Santa Catarina    | R$ 41,9 Milhões  | R$ -8,3 Milhões      |

## Em 2013
Em 2013 os 20 clubes de maior faturamento do Brasil tiveram uma receita total de 3,159 bilhões de reais. Os prejuízos foram de 407 milhões de reais, enquanto os superávits foram de cerca de 26 milhões de reais.
| Posição | Clube               | Estado            | Faturamento      | Deficit ou Superavit |
| ------- | ------------------- | ----------------- | ---------------- | -------------------- |
| 1       | São Paulo           | São Paulo         | R$ 364,7 Milhões | R$ 23,5 Milhões      |
| 2       | Corinthians         | São Paulo         | R$ 316,0 Milhões | R$ 1,0 Milhão        |
| 3       | Internacional       | Rio Grande do Sul | R$ 276,7 Milhões | R$ -1,0 Milhão       |
| 4       | Flamengo            | Rio de Janeiro    | R$ 272,9 Milhões | R$ -19,5 Milhões     |
| 5       | Atlético Mineiro    | Minas Gerais      | R$ 227,9 Milhões | R$ -22,5 Milhões     |
| 6       | Grêmio              | Rio Grande do Sul | R$ 192,3 Milhões | R$ -51,5 Milhões     |
| 7       | Santos              | São Paulo         | R$ 190,3 Milhões | R$ -40,6 Milhões     |
| 8       | Cruzeiro            | Minas Gerais      | R$ 187,9 Milhões | R$ -22,8 Milhões     |
| 9       | Palmeiras           | São Paulo         | R$ 181,2 Milhões | R$ -22,6 Milhões     |
| 10      | Vasco               | Rio de Janeiro    | R$ 159,7 Milhões | R$ -3,5 Milhões      |
| 11      | Botafogo            | Rio de Janeiro    | R$ 154,4 Milhões | R$ -80,3 Milhões     |
| 12      | Fluminense          | Rio de Janeiro    | R$ 124,8 Milhões | R$ -3,3 Milhões      |
| 13      | Coritiba            | Paraná            | R$ 96,7 Milhões  | R$ -6,7 Milhões      |
| 14      | Bahia               | Bahia             | R$ 74,4 Milhões  | R$ -113,0 Milhões    |
| 15      | Atlético Paranaense | Paraná            | R$ 73,4 Milhões  | R$ -6,4 Milhões      |
| 16      | Vitória             | Bahia             | R$ 65,1 Milhões  | R$ 0,5 Milhão        |
| 17      | Goiás               | Goiás             | R$ 55,5 Milhões  | R$ -7,5 Milhões      |
| 18      | Sport               | Pernambuco        | R$ 51,4 Milhões  | R$ -5,0 Milhões      |
| 19      | Náutico             | Pernambuco        | R$ 48,1 Milhões  | R$ -0,7 Milhões      |
| 20      | Ponte Preta         | São Paulo         | R$ 45,6 Milhões  | R$ 1,4 Milhão        |

## Em 2012
Em 2012 os 20 clubes de maior faturamento do Brasil tiveram uma receita total de 3,115 bilhões de reais. Os prejuízos foram de 190 milhões de reais, enquanto os superávits foram maiores e chagaram a 243 milhões de reais.
| Posição | Clube               | Estado            | Faturamento      | Deficit ou Superavit |
| ------- | ------------------- | ----------------- | ---------------- | -------------------- |
| 1       | Corinthians         | São Paulo         | R$ 358,5 Milhões | R$ 7,5 Milhões       |
| 2       | São Paulo           | São Paulo         | R$ 284,1 Milhões | R$ 0,8 Milhão        |
| 3       | Internacional       | Rio Grande do Sul | R$ 264,2 Milhões | R$ 11,0 Milhões      |
| 4       | Palmeiras           | São Paulo         | R$ 244,6 Milhões | R$ 31,9 Milhões      |
| 5       | Grêmio              | Rio Grande do Sul | R$ 233,5 Milhões | R$ 28,2 Milhões      |
| 6       | Flamengo            | Rio de Janeiro    | R$ 212,0 Milhões | R$ -60,5 Milhões     |
| 7       | Santos              | São Paulo         | R$ 197,8 Milhões | R$ 14,6 Milhões      |
| 8       | Atlético Paranaense | Paraná            | R$ 187,0 Milhões | R$ 122,8 Milhões     |
| 9       | Atlético Mineiro    | Minas Gerais      | R$ 163,0 Milhões | R$ -33,2 Milhões     |
| 10      | Fluminense          | Rio de Janeiro    | R$ 151,2 Milhões | R$ -3,7 Milhões      |
| 11      | Vasco               | Rio de Janeiro    | R$ 146,2 Milhões | R$ -0,1 Milhão       |
| 12      | Botafogo            | Rio de Janeiro    | R$ 122,8 Milhões | R$ -49,3 Milhões     |
| 13      | Cruzeiro            | Minas Gerais      | R$ 120,4 Milhões | R$ -31,0 Milhões     |
| 14      | Coritiba            | Paraná            | R$ 86,8 Milhões  | R$ -9,0 Milhões      |
| 15      | Sport               | Pernambuco        | R$ 79,8 Milhões  | R$ 23,5 Milhões      |
| 16      | Bahia               | Bahia             | R$ 66,6 Milhões  | R$ -3,1 Milhões      |
| 17      | Goiás               | Goiás             | R$ 53,1 Milhões  | R$ 1,4 Milhão        |
| 18      | Vitória             | Bahia             | R$ 52,3 Milhões  | R$ 0,2 Milhão        |
| 19      | Portuguesa          | São Paulo         | R$ 50,3 Milhões  | R$ 1,4 Milhão        |
| 20      | Náutico             | Pernambuco        | R$ 41,1 Milhões  | R$ -0,4 Milhão       |

## Em 2011
Em 2011 os 20 clubes de maior faturamento do Brasil tiveram uma receita total de 2,235 bilhões de reais. Os prejuízos foram de 377 milhões de reais, enquanto os superávits foram de apenas 18 milhões de reais.
| Posição | Clube               | Estado            | Faturamento      | Deficit ou Superavit |
| ------- | ------------------- | ----------------- | ---------------- | -------------------- |
| 1       | Corinthians         | São Paulo         | R$ 290,5 Milhões | R$ 5,3 Milhões       |
| 2       | São Paulo           | São Paulo         | R$ 226,1 Milhões | R$ 0,2 Milhão        |
| 3       | Internacional       | Rio Grande do Sul | R$ 198,2 Milhões | R$ -23,4 Milhões     |
| 4       | Santos              | São Paulo         | R$ 189,1 Milhões | R$ 7,4 Milhões       |
| 5       | Flamengo            | Rio de Janeiro    | R$ 185,0 Milhões | R$ -12,4 Milhões     |
| 6       | Palmeiras           | São Paulo         | R$ 148,1 Milhões | R$ -22,8 Milhões     |
| 7       | Grêmio              | Rio Grande do Sul | R$ 143,3 Milhões | R$ -21,0 Milhões     |
| 8       | Vasco               | Rio de Janeiro    | R$ 137,1 Milhões | R$ 4,6 Milhões       |
| 9       | Cruzeiro            | Minas Gerais      | R$ 128,7 Milhões | R$ -13,1 Milhões     |
| 10      | Atlético Mineiro    | Minas Gerais      | R$ 99,8 Milhões  | R$ -36,1 Milhões     |
| 11      | Fluminense          | Rio de Janeiro    | R$ 80,2 Milhões  | R$ -34,1 Milhões     |
| 12      | Coritiba            | Paraná            | R$ 66,5 Milhões  | R$ -11,9 Milhões     |
| 13      | Atlético Paranaense | Paraná            | R$ 62,1 Milhões  | R$ -4,9 Milhões      |
| 14      | Botafogo            | Rio de Janeiro    | R$ 58,9 Milhões  | R$ -166,6 Milhões    |
| 15      | Sport               | Pernambuco        | R$ 46,9 Milhões  | R$ 0,3 Milhão        |
| 16      | Figueirense         | Santa Catarina    | R$ 40,6 Milhões  | -R$ 6,7 Milhões      |
| 17      | Bahia               | Bahia             | R$ 36,8 Milhões  | -R$ 18,5 Milhões     |
| 18      | Avaí                | Santa Catarina    | R$ 34,6 Milhões  | R$ -1,3 Milhão       |
| 19      | Vitória             | Bahia             | R$ 34,2 Milhões  | R$ 0,2 Milhão        |
| 20      | Portuguesa          | São Paulo         | R$ 29,1 Milhões  | R$ -4,4 Milhões      |

## Em 2010
Em 2010 os 20 clubes de maior faturamento do Brasil tiveram uma receita total de 1,793 bilhões de reais. Os prejuízos foram de 269 milhões de reais, enquanto os superávits foram de um pouco mais de 11 milhões de reais.
| Posição | Clube               | Estado            | Faturamento       | Deficit ou Superavit |
| ------- | ------------------- | ----------------- | ----------------- | -------------------- |
| 1       | Corinthians         | São Paulo         | R$ 212,6 Milhões  | R$ 3,6 Milhões       |
| 2       | Internacional       | Rio Grande do Sul | R$ 200,7 Milhões  | R$ -2,6 Milhões      |
| 3       | São Paulo           | São Paulo         | R$ 195,7 Milhões  | R$ 0,4 Milhão        |
| 4       | Palmeiras           | São Paulo         | R$ 148,2 Milhões  | R$ -25,5 Milhões     |
| 5       | Flamengo            | Rio de Janeiro    | R$ 128,5 Milhões  | R$ -41,9 Milhões     |
| 6       | Santos              | São Paulo         | R$ 116,5 Milhõoes | R$ -8,6 Milhões      |
| 7       | Grêmio              | Rio Grande do Sul | R$ 113,6 Milhões  | R$ -29,3 Milhões     |
| 8       | Cruzeiro            | Minas Gerais      | R$ 101,3 Milhões  | R$ 1,1 Milhão        |
| 9       | Atlético Mineiro    | Minas Gerais      | R$ 93,2 Milhões   | R$ -19,9 Milhões     |
| 10      | Vasco               | Rio de Janeiro    | R$ 83,5 Milhões   | R$ -17,7 Milhões     |
| 11      | Fluminense          | Rio de Janeiro    | R$ 76,8 Milhões   | R$ -41,9 Milhões     |
| 12      | Atlético Paranaense | Paraná            | R$ 67,7 Milhões   | R$ 6,2 Milhões       |
| 13      | Botafogo            | Rio de Janeiro    | R$ 52,6 Milhões   | R$ -29,4 Milhões     |
| 14      | Vitória             | Bahia             | R$ 42,1 Milhões   | R$ -3,4 Milhões      |
| 15      | Avaí                | Santa Catarina    | R$ 31,9 Milhões   | R$ -0,7 Milhão       |
| 16      | Coritiba            | Paraná            | R$ 30,6 Milhões   | R$ -13,9 Milhões     |
| 17      | Goiás               | Goiás             | R$ 30,3 Milhões   | R$ -10,6 Milhões     |
| 18      | Portuguesa          | São Paulo         | R$ 24,6 Milhões   | R$ -6,6 Milhões      |
| 19      | Guarani             | São Paulo         | R$ 22,9 Milhões   | R$ -6,9 Milhões      |
| 20      | Bahia               | Bahia             | R$ 20,5 Milhões   | R$ -9,9 Milhões      |

## Em 2009
Em 2009 os 20 clubes de maior faturamento do Brasil tiveram uma receita total de 1,558 bilhões de reais. Os prejuízos foram de 256 milhões de reais, enquanto os superávits de 39 milhões de reais.
| Posição | Clube               | Estado            | Faturamento      | Deficit ou Superavit |
| ------- | ------------------- | ----------------- | ---------------- | -------------------- |
| 1       | Corinthians         | São Paulo         | R$ 181,0 Milhões | R$ 5,8 Milhões       |
| 2       | Internacional       | Rio Grande do Sul | R$ 176,1 Milhões | R$ 8,9 Milhões       |
| 3       | São Paulo           | São Paulo         | R$ 174,8 Milhões | R$ 0,4 Milhão        |
| 4       | Palmeiras           | São Paulo         | R$ 125,0 Milhões | R$ -41,2 Milhões     |
| 5       | Cruzeiro            | Minas Gerais      | R$ 121,3 Milhões | R$ -24,4 Milhões     |
| 6       | Flamengo            | Rio de Janeiro    | R$ 120,0 Milhões | R$ -31,0 Milhões     |
| 7       | Grêmio              | Rio Grande do Sul | R$ 110,8 Milhões | R$ -9,8 Milhões      |
| 8       | Vasco               | Rio de Janeiro    | R$ 84,8 Milhões  | R$ -1,7 Milhão       |
| 9       | Santos              | São Paulo         | R$ 70,3 Milhõoes | R$ -44,9 Milhões     |
| 10      | Atlético Mineiro    | Minas Gerais      | R$ 66,1 Milhões  | R$ -23,2 Milhões     |
| 11      | Atlético Paranaense | Paraná            | R$ 63,0 Milhões  | R$ 10,5 Milhões      |
| 12      | Fluminense          | Rio de Janeiro    | R$ 61,2 Milhões  | R$ -30,2 Milhões     |
| 13      | Botafogo            | Rio de Janeiro    | R$ 45,8 Milhões  | R$ -11,0 Milhões     |
| 14      | Coritiba            | Paraná            | R$ 41,3 Milhões  | R$ -9,7 Milhões      |
| 15      | Vitória             | Bahia             | R$ 30,4 Milhões  | R$ 11,7 Milhões      |
| 16      | Goiás               | Goiás             | R$ 30,0 Milhões  | R$ -19,3 Milhões     |
| 17      | Portuguesa          | São Paulo         | R$ 23,6 Milhões  | R$ -9,4 Milhões      |
| 18      | São Caetano         | São Paulo         | R$ 22,6 Milhões  | R$ -0,5 Milhão       |
| 19      | Avaí                | Santa Catarina    | R$ 21,0 Milhões  | R$ 1,6 Milhão        |
| 20      | Grêmio Barueri      | São Paulo         | R$ 19,2 Milhões  | R$ -0,6 Milhão       |

## Em 2008
Em 2008 os 20 clubes de maior faturamento do Brasil tiveram uma receita total de 1,401 bilhões de reais. Os prejuízos foram de 484 milhões de reais, enquanto os superávits foram de somente 12 milhões de reais.
| Posição | Clube               | Estado            | Faturamento      | Deficit ou Superavit |
| ------- | ------------------- | ----------------- | ---------------- | -------------------- |
| 1       | São Paulo           | São Paulo         | R$ 160,5 Milhões | R$ 0,4 Milhão        |
| 2       | Internacional       | Rio Grande do Sul | R$ 142,1 Milhões | R$ -4,4 Milhões      |
| 3       | Palmeiras           | São Paulo         | R$ 138,8 Milhões | R$ -9,4 Milhões      |
| 4       | Flamengo            | Rio de Janeiro    | R$ 117,9 Milhões | R$ -3,2 Milhões      |
| 5       | Corinthians         | São Paulo         | R$ 117,5 Milhões | R$ 10,8 Milhões      |
| 6       | Grêmio              | Rio Grande do Sul | R$ 99,0 Milhões  | R$ -10,0 Milhões     |
| 7       | Cruzeiro            | Minas Gerais      | R$ 94,0 Milhões  | R$ -17,4 Milhões     |
| 8       | Fluminense          | Rio de Janeiro    | R$ 66,4 Milhões  | R$ -43,2 Milhões     |
| 9       | Santos              | São Paulo         | R$ 65,3 Milhõoes | R$ -24,7 Milhões     |
| 10      | Atlético Mineiro    | Minas Gerais      | R$ 57,6 Milhões  | R$ -36,4 Milhões     |
| 11      | Vasco               | Rio de Janeiro    | R$ 52,0 Milhões  | R$ -276,8 Milhões    |
| 12      | Botafogo            | Rio de Janeiro    | R$ 51,5 Milhões  | R$ -10,3 Milhões     |
| 13      | Portuguesa          | São Paulo         | R$ 47,1 Milhões  | R$ 0,1 Milhão        |
| 14      | Atlético Paranaense | Paraná            | R$ 44,3 Milhões  | R$ -18,0 Milhões     |
| 15      | Coritiba            | Paraná            | R$ 37,6 Milhões  | R$ 1,0 Milhão        |
| 16      | Figueirense         | Santa Catarina    | R$ 28,3 Milhões  | -R$ 1,5 Milhão       |
| 17      | São Caetano         | São Paulo         | R$ 24,0 Milhões  | R$ -0,2 Milhão       |
| 18      | Goiás               | Goiás             | R$ 20,6 Milhões  | R$ -19,7 Milhões     |
| 19      | Vitória             | Bahia             | R$ 18,8 Milhões  | R$ -1,4 Milhão       |
| 20      | Paraná              | Paraná            | R$ 17,4 Milhões  | R$ -7,6 Milhões      |

## Em 2007
Em 2007 os 20 clubes de maior faturamento do Brasil tiveram uma receita total de 1,294 bilhões de reais. Os prejuízos foram de 351 milhões de reais, enquanto os superávits foram de 48 milhões de reais.
| Posição | Clube               | Estado            | Faturamento      | Deficit ou Superavit |
| ------- | ------------------- | ----------------- | ---------------- | -------------------- |
| 1       | São Paulo           | São Paulo         | R$ 190,0 Milhões | R$ 3,8 Milhões       |
| 2       | Internacional       | Rio Grande do Sul | R$ 155,8 Milhões | R$ 18,9 Milhões      |
| 3       | Corinthians         | São Paulo         | R$ 134,6 Milhões | R$ -23,2 Milhões     |
| 4       | Grêmio              | Rio Grande do Sul | R$ 109,0 Milhões | R$ 14,6 Milhões      |
| 5       | Flamengo            | Rio de Janeiro    | R$ 89,4 Milhões  | R$ -59,2 Milhões     |
| 6       | Palmeiras           | São Paulo         | R$ 86,2 Milhões  | R$ -24,1 Milhões     |
| 7       | Cruzeiro            | Minas Gerais      | R$ 77,6 Milhões  | R$ -2,8 Milhões      |
| 8       | Atlético Mineiro    | Minas Gerais      | R$ 58,3 Milhões  | R$ -27,5 Milhões     |
| 9       | Atlético Paranaense | Paraná            | R$ 54,0 Milhões  | R$ 1,5 Milhão        |
| 10      | Santos              | São Paulo         | R$ 53,1 Milhões  | R$ -36,6 Milhões     |
| 11      | Vasco               | Rio de Janeiro    | R$ 51,0 Milhões  | R$ -9,2 Milhões      |
| 12      | Botafogo            | Rio de Janeiro    | R$ 41,1 Milhões  | R$ -3,7 Milhões      |
| 13      | Goiás               | Goiás             | R$ 39,7 Milhões  | R$ 7,8 Milhões       |
| 14      | Fluminense          | Rio de Janeiro    | R$ 39,3 Milhões  | R$ -139,4 Milhões    |
| 15      | Paraná              | Paraná            | R$ 24,9 Milhões  | R$ -0,3 Milhão       |
| 16      | São Caetano         | São Paulo         | R$ 23,2 Milhões  | R$ -0,3 Milhão       |
| 17      | Grêmio Barueri      | São Paulo         | R$ 21,0 Milhões  | R$ 2,0 Milhões       |
| 18      | Figueirense         | Santa Catarina    | R$ 18,9 Milhões  | R$ 0,4 Milhão        |
| 19      | Coritiba            | Paraná            | R$ 14,9 Milhões  | R$ -11,4 Milhões     |
| 20      | Portuguesa          | São Paulo         | R$ 12,4 Milhões  | R$ -12,9 Milhões     |